# 烏克蘭 (1987年歌曲)
烏克蘭（romanized: Ukraino）原名當我們愛，是烏克蘭的一首愛國歌曲，作者為塔拉斯·彼得林年科，於1987年在烏克蘭電台第一頻道的早間新聞和音樂節目中首次創作和演唱。

## 外部連結
乌克兰 薛范译配